# Wejherowo
Wejherowo (in casciubo Wejrowò, in tedesco Neustadt in Westpreußen) è una città polacca del distretto di Wejherowo nel voivodato della Pomerania.
Ricopre una superficie di 25,65 km² e nel 2008 contava 47 681 abitanti.

## Storia
È stata fondata nel 1643 da Jakub Wejher come conseguenza della sua partecipazione nella difesa della fortezza di Smolensk, la quale fu circondata con forza dai Russi.
È la capitale del distretto di Wejherowo nel voivodato della Pomerania dal 1999, ed ha fatto precedentemente parte del voivodato di Danzica dal 1975 a 1998. La città fa parte della Tripla Città Casciuba, un'agglomerazione di tre città con oltre 1 milione di abitanti, appartenenti alla Casciubia, regione non ufficialmente riconosciuta dallo Stato Polacco.
Durante la seconda metà del XIX secolo, un significante numero di famiglie ebree hanno incominciato a migrare a Syracuse, New York, compreso la nota famiglia teatrale Schubert.
Molti polacchi del luogo furono vittime in massacri operati dai soldati della Germania nazista durante la Seconda guerra mondiale; in particolare nei cosiddetti massacri di Piaśnica, frazione della città, furono commessi circa 12000 omicidi.

## Popolazione
- 1901 - 7 200 abitanti
- 1948 - 13 400 abitanti
- 1950 - dato sconosciuto
- 1960 - 24 500 abitanti
- 1970 - 33 800 abitanti
- 1975 - 37 700 abitanti
- 1980 - 42 400 abitanti
- 1990 - 46 800 abitanti
- 1995 - 47 300 abitanti
- 2000 - 46 400 abitanti
- 2005 - 46 900 abitanti